# Siegfried Wolfgang Fehmer
Siegfried Wolfgang Fehmer (Munique 10 de janeiro de 1911 - Oslo 16 de março de 1948) foi um oficial alemão da Gestapo durante a Segunda Guerra Mundial. Em seus anos de ofício estava na Noruega durante a Ocupação Nazista na Noruega, e no final da guerra foi um Kriminalpolizei, investigador de polícia que dirige o infame Abteilung IV a partir de sua sede em Vitória Terrasse, Oslo. Ele também alcançou o posto de Hauptsturmführer na SS.
Junto com Josef Terboven, Fehmer foi o responsável pela identificação, prisão e confisco de propriedade dos judeus noruegueses enviados a Auschwitz.
Fehmer se juntou ao Partido Nacional Socialista Alemão dos Trabalhadores, em janeiro de 1930 e foi contratado pela Gestapo em 1934. Ele foi promovido várias vezes e por diferentes posições dentro da organização, até que em abril de 1940 ele foi enviado para a Noruega. Lá ele trabalhou com a Contraespionagem, que tinha como objetivo reprimir a resistência.
Fehmer vestia um uniforme da SS com emblemas Sicherheitsdienst, com uma aparência impressionante e encantadora, ele era visto como um homem bastante caro. Apesar dessa aparência externa, Fehmer foi implacável e não hesitava em usar a tortura durante os interrogatórios de suspeitos. Por suas vítimas, ele foi descrito como capaz de mudar uma abordagem amigável para sádico em um piscar de olhos.
O Milorg (ramo militar do Movimento de Resistência Norueguês) via Fehmer como uma grave ameaça para eles. Vários planos para seu assassinato foram planejados, e Fehmer sobreviveu a um desses ataques com vários ferimentos de bala no peito.
No final da guerra, em 8 de maio de 1945, Fehmer tentou escapar para a Suécia, mas foi detido por agentes da polícia norueguesa, perto da fronteira. Ele foi julgado e condenado por Crime de guerra, e sentenciado à Pena de morte pela Corte Suprema da Noruega. A sentença foi executada por fuzilamento na Fortaleza de Akershus em 16 de março de 1948.
Fehmer é um dos personagens principais do filme norueguês Max Manus (2008), retratado pelo ator alemão Ken Duken.